# Louis-Simon le Poupet de la Boularderie
Louis-Simon le Poupet de la Boularderie (Parigi, 1674 – 6 giugno 1738) è stato un militare francese nominato Cavaliere dell'Ordine di San Luigi.

## Biografia
De la Boularderie si unì alle truppe navali francesi nel 1693. Servì prima come guardiamarina e poi come tenente agli ordini del governatore dell'Isola Reale Philippe de Pastour de Costebelle di stanza a Plaisance, sull'isola di Terranova. Partecipò attivamente ai combattimenti contro gli Inglesi dal 1696 al 1697 sotto il comando di Pierre Le Moyne d'Iberville.
Nel 1702 sposò Madeleine Melançon a Port Royal in Acadia ed ebbero almeno due figli, Antoine e Marie-Madeleine.
Si allontanò dalla marina militare per la marina mercantile. Nel 1713, durante il suo passaggio dal Québec per ritirare un carico, si lasciò convincere da Michel Bégon a trasportare le truppe e i rifornimenti tanto necessari al governatore dell'Isola Reale Joseph de Monbeton de Brouillan, che la corte francese aveva inviato in Acadia per prendere possesso dell'isola e fondare il porto di Louisbourg.

## L'isola Boularderie
Boularderie è un'isola nella provincia della Nuova Scozia, in Canada. L'isola si trova nel lago Bras d'Or, e a sua volta si trova circondata dall'isola di Capo Bretone. Il nome le venne assegnato proprio in onore di Louis-Simon le Poupet de la Boularderie, che aveva ottenuto una concessione per questa regione a nome del re di Francia.
| Controllo di autorità | VIAF (EN) 157601510 · ISNI (EN) 0000 0001 0524 810X · BNF (FR) cb16215472q (data) |